# Attentat de l'Oktoberfest
L'attentat de l'Oktoberfest du 26 septembre 1980 a été perpétré à Munich par Gundolf Köhler (de), un terroriste d'extrême droite allemand. La bombe placée au niveau de l'entrée principale de la fête a fait 13 morts et 211 blessés, dont 68 graves. C'est le second attentat le plus meurtrier de la période d'après-guerre en Allemagne. L'enquête a conclu que le terroriste avait agi seul, mais cette version fait débat et des demandes afin de rouvrir l'enquête ont été faites plusieurs fois, la dernière en 2005.

## Les faits
Le 26 septembre 1980 à 22 h 19 une bombe tuyau placée dans une poubelle explose au niveau du lieu-dit  Öffentliche Bedürfnisanstalt am Bavariaring. La bombe artisanale est constituée d'une grenade de mortier vidée au préalable et reremplie avec 1,39 kg de TNT, le tout caché dans un extincteur, lui aussi vidé au préalable, rempli à la fois de clous et de vis. L'explosion fait 13 morts, 211 blessés dont 68 graves. Plusieurs victimes de l'attentat ont été amputées des deux jambes, d'autres sont restées gravement handicapées. La décision est toutefois prise, après mûre réflexion, par les organisateurs de ne pas interrompre la fête, comme cela avait été également le cas lors de la prise d'otages des Jeux olympiques de Munich, pour ne pas céder à la terreur et ainsi donner raison aux terroristes. L'enquête officielle, menée conjointement par la police criminelle bavaroise et le Generalbundesanwalt beim Bundesgerichtshof (instance fédérale) à l'époque Kurt Rebmann (de), aboutit en 1982 et conclut que l'attentat a été perpétré par le militant d'extrême droite Gundolf Köhler, qui est mort dans l'explosion, et qu'il s'agirait d'un acte isolé mis en œuvre par un marginal. Au moment de l'explosion, il se tenait à côté de la bombe, son corps a été réduit en charpie et seul son passeport, trouvé sur place, a permis de l'identifier.

## Débat sur les conclusions de l'enquête
La thèse du terroriste isolé a beaucoup été contestée. Il a été prouvé par des avocats que Köhler faisait partie du groupe néo-nazi Wehrsportgruppe Hoffmann. Parmi les personnalités contredisant la version officielle, on trouve l'ancienne ministre de la Justice allemande Herta Däubler-Gmelin, une des victimes (Ignaz Platzer, qui a perdu deux enfants dans l'explosion), le journaliste Ulrich Chaussy ainsi que l'avocat Werner Dietrich qui a lutté pour faire rouvrir l'enquête. Sa requête est rejetée par l'avocat général fédéral à Karlsruhe en 1984. En 2005, pour les 25 ans de l'attentat, une nouvelle vague de contestation pour la réouverture de l'enquête est menée conjointement par des syndicats, des associations et des particuliers, parmi lesquels des hommes politiques munichois faisant partie du SPD. Toutefois, ce mouvement n'obtiendra pas gain de cause.
Les critiques portent sur plusieurs points, entre autres, sur le fait que de nombreux témoignages impliquant la participation d'autres auteurs de l'attentat, bien que présents dans le rapport du juge, n'ont pas été pris en compte. Ceux-ci affirment que Köhler a parlé juste avant l'attentat avec deux personnes vêtues de parkas verts, et qu'un troisième homme aurait manipulé avec Köhler un sac plastique. Un témoin aurait surpris la conversation suivante juste après l'explosion : « Je ne le voulais pas, j'y peux rien, ça me tue »,.
En outre, Köhler aurait ouvert et crédité de 800 marks un plan d'épargne logement juste avant l'attentat, voyagé tout l'été en Europe, et même créé un groupe de rock avec lequel il devait répéter le lendemain de l'attentat. La police n'aurait retrouvé aucune trace de fabrication de bombe chez Köhler, ni plans.
Les derniers scellés concernant le crime ont été détruits en 1997. Ils comprenaient : des morceaux de la bombe et des restes humains n'ayant pu être identifiés, notamment une partie de main, dont les empreintes auraient été retrouvées dans la cave de Köhler, mais n'étant pas les siennes, et dont le groupe sanguin diffère de ceux des victimes connues. Cette destruction des preuves du dossier, bien que routinières pour les affaires considérées comme classées, a elle aussi suscité de vives critiques.

## Réactions politiques à l'attentat
L'attentat se produit quelques jours avant les élections fédérales en Allemagne. Dès le 27 septembre Franz Josef Strauß, candidat au poste de chancelier pour la CDU/CSU attaque avec virulence la coalition social-libérale dans le magazine Bild am Sonntag (de). Il déclare que le ministre de l'Intérieur Gerhart Baum par ses vues libérales a empêché les services de sécurité de faire les enquêtes nécessaires pour éviter l'attentat. Le gouvernement réplique en déclarant que la CDU prend à la légère le danger que représente l'extrême droite et prend pour exemple le fait que le ministre-président de Bavière, qui n'est autre que Franz Josef Strauß, a fortement critiqué l'interdit prononcé par le ministre de l'intérieur contre le groupe Wehrsportgruppe Hoffmann.
Les Verts ont remis l'attentat à l'ordre du jour du Bundestag en juin 2009. Ils se réfèrent principalement aux découvertes faites dans les archives de la Stasi. Le parlement demande officiellement si l'on avait connaissance de liens entre l'attentat de Munich et celui de Bologne du 2 août 1980. Le gouvernement répond à la date du 22 juin 2009.
Der Spiegel dévoile en octobre 2011 l'existence d'un rapport d'enquête de pas moins de 46 000 pages prouvant que les fonctionnaires étaient déjà au courant avant l'attentat de l'appartenance de Köhler au milieu néo-nazi. Toujours selon le rapport, ce milieu soignerait ses relations avec les administrateurs CSU. Il émet également l'hypothèse qu'un des motifs de l'attentat aurait été d'aider Franz Josef Strauß à gagner les élections en accusant la gauche.

## Monument
Un monument aux morts portant les mots : « Zum Gedenken an die Opfer des Bombenanschlags vom 26. September 1980 » (« À la mémoire des victimes de l'attentat à la bombe du 26 septembre 1980 ») de 2,7 m de haut est inauguré près de l'entrée le 18 septembre 1981.
Le monument commémoratif est le fait du conseil municipal. Il a été inauguré en 2008, le jour de l'attentat. Le sculpteur Friedrich Koller a entouré le monument d'une surface en acier qui semblerait avoir subi une explosion.

## Romans policiers
- (de) Wolfgang Schorlau, Das München-Komplott. Denglers fünfter Fall, Cologne, 2009.
- (de) Harry Luck, Wiesn-Feuer, Munich, 2005.

## Vidéo
- (de) Frank Gutermuth et Wolfgang Schoen, Anschlag auf die Republik? Das Oktoberfestattentat 1980, TV Schoenfilm, 2009 (lire en ligne).
- (de) « Journal télévisé du 28 septembre 1980 avec déclaration de Kurt Rebmann » (consulté le 9 novembre 2011).

## Sources
- (de) Cet article est partiellement ou en totalité issu de l’article de Wikipédia en allemand intitulé « Oktoberfestattentat » (voir la liste des auteurs).